# Социјалистички реализам у Пољској
Социјалистички реализам у Пољској (пољ. socrealizm) је била друштвено-политичка и естетска доктрина коју је спроводила просовјетска комунистичка власт у процесу стаљинизације послератне Народне Републике Пољске. Званична политика је уведена 1949. године декретом министра Пољске уједињене радничке партије (касније министра културе и уметности) Влодимијежа Сокорског. Као и у свим земљама источног блока у којима доминира Совјетски Савез, социјалистички реализам је постао главни инструмент политичке контроле у изградњи тоталитаризма у Пољској. Међутим, тренд никада није постао истински доминантан. Након Стаљинове смрти 5. марта 1953. и касније дестаљинизације свих народних република, пољски уметници, писци и архитекте почели су да га напуштају око 1955. године. Процес дестаљинизације је достигао врхунац током пољског октобра.

## Историја
Ова политика је примењивана у Пољској између 1949. и 1956. године усред таласа кршења људских права које је починило Министарство јавне безбедности (тајна полиција/обавештајне службе). Укључивао је све домене културне политике, укључујући визуелну, музичку и књижевну уметност, иако су њена најспектакуларнија достигнућа остварена у области архитектуре. Циљеви овог новог тренда су објашњени у резолуцији Националног савета партијских архитеката из 1949. године. Архитектура је проглашена кључним оружјем у стварању новог друштвеног поретка. Имао је за циљ да помогне у ширењу комунистичке идеологије утичући на свест грађана као и на њихов поглед на живот.
Током овог масивног подухвата, кључна улога припала је дизајнерима који се доживљавају не само као архитекте које стварају улице и грађевине, већ као „ инжењери људске душе“. Идеја се проширила изван естетике и у принципе урбаног дизајна који је требало да изрази грандиозна очекивања и пробуди осећај стабилности и политичког монопола моћи у стаљинистичкој Пољској.

## Локалне карактеристике
Пошто се стил ренесансе генерално сматрао најцењенијим у старој пољској архитектури, требало је да постане пољски социјалистички национални формат. Међутим, током инкорпорирања ових принципа у нову идеологију, уведене су и велике промене. Једна од њих је била да ближе одражава совјетску архитектуру, што је резултирало спајањем већине нових зграда једна у другу. Свеобухватну стаљинистичку визију коју је пропагирао Совјетски Савез најбоље је илустровала нова Палата културе и науке Јосифа Стаљина (Палац Култури и Науки имјениа Јозефа Сталина) изграђена у Варшави између 1952. и 1955. Његов дизајн је био заснован на сличним небодерима изграђеним у СССР- у у то време. 3.500 грађевинара доведено је директно из Совјетског Савеза са сопственим нацртима и смештено у приградском страћару.

Монументална форма коју је ширила комунистичка влада достигла је свој врхунац изградњом читавог новог града у близини Кракова заједно са челичаном која ће ускоро постати највећа у 
Пољској. Нова Хута је централно планирана као нови велики центар тешке индустрије, против значајног отпора Краковчана средње класе. Његов главни трг (Плац Централни) био је окружен огромним блоковима станова у којима је живела нова класа индустријских радника запослених у Лењин челичани. Значајно је да се соцреалистички центар Нова Хута тренутно сматра спомеником архитектуре. Други истакнути примери урбаног дизајна укључују стамбено насеље Marszałkowska (МДМ) у Варшави, стамбено насеље Kościuszkowska (КДМ) у Вроцлаву, главну станицу  Gdynia Główna, стамбено насеље у Ковари-у и Палату културе басена угља у Домзброва Горњича.

## Сликарство и скулптура
Социјалистички реализам у пољској уметности био је ограничен на портрете партијских лидера и различите приказе мишићавих радника и сцена битака, са посебном пажњом посвећеном популарном укусу. Формално инспирисан неокласицизмом као и локалном народном уметношћу, соцреализам је служио стриктно политичким и просовјетским пропагандним циљевима; међутим, њени најистакнутији уметници, као што су Војчех Вајс и Влодимир Закржевски, образовани су пре стаљинизма и нехотице су се придржавали традиционалних западних техника и технологија. Неке од најочитијих соцреалистичких слика биле су: „Предај циглу“ (Подај цегле) на слици Александра Кобздеја и „Хвала трактористу“ (Подзјековање тракторзисцје) на слици, као и „Друг Бјерут међу радницима“ (Товарзиш Бјерут всрод роботников) Хелена и Јулиуш Крајевски.
У скулптури је постојао тренд ка каменорезбареним алегоријама које уздижу обичног радника, коришћене углавном у архитектонске сврхе, попут оних око Палате културе и науке у Варшави, укључујући углавном гипсане бисте комунистичких апаратчика. Збирка пољске соцреалистичке скулптуре изложена је у палати Козловка код Лубартова.

## Филм и музика
Док је доктрина социјалистичког реализма у совјетској кинематографији настала у време бољшевичке револуције ( Ајзенштајн, Довженко, Пудовкин) и достигла врхунац 1930-их, није имала довољно времена да се развије у послератној Пољској. Стога је култ комунистичке партије остао стран овдашњој филмској индустрији. Међу креативнијим пољским филмовима који се лабаво придржавају принципа социјалистичког реализма били су Целулоза Јежија Кавалеровича, Поколење Анџеја Вајде и Пиатка з улици Барскјеј Александра Форда. Идеолошки стереотип је изнедрио и неке инфериорне продукције, попут Uczta Baltazara  Јежија Заржицког и Јежија Пасендорфера.
У музици, тренд је био ограничен на уметничку песму, филмску музику и поп-песму засновану на локалној народној традицији. Комунистички идеали су се величали у лирици. Међу истакнутим композиторима били су Јан Маклакјевич: „Śląsk pracuje i śpiewa“ (Шлеска дела и пева), Алфред Градштајн: „Na prawo most, na lewo mos“ ( Мост на десној страни и мост на левој ) и Анджеј Пануфник: „Symfonia Pokoju“ (Симфонија мир ). Широко промовисане популарне песме укључују „"O Nowej to Hucie piosenka“ ( Ова песма говори о Новој Хути ) која се налази овде уз видео . Песму и даље добро памти већина Пољака старије генерације.
После Стаљинове смрти, а посебно од 1953. године, све чешће су се чула критичка мишљења. Коначно, као део политичког одмрзавања Гомулке унутар Пољске уједињене радничке партије, од читаве доктрине се званично одустало 1956.